# Ser Marcantonio
Ser Marcantonio és una òpera de Stefano Pavesi amb llibret d'Angelo Anelli, basat en L'hypocondre, ou La femme qui ne parle point de Jean-Baptiste Rousseau. Es va realitzar per primera vegada al Théâtre-Italien de París el 26 de setembre de 1808.
És el treball de Pavesi que va obtenir més reconeixement, amb 54 actuacions a l'estrena a La Scala i amb moltes altres representacions en altres teatres fins al 1831. El tema de l'ancià que decideix casar-se i imprudentment queda burlat també va ser utilitzat en altres obres del segle xix, el més conegut dels quals és el Don Pasquale de Donizetti.

## Enregistraments
- 2011 - Marco Filippo Romano (Ser Marcantonio), Timur Bekbosunov (Medoro), Silvia Beltrami (Dorina), Svetlana Smolentseva (Lisetta), Massimiliano Silvestri (Pasquino), Loriana Castellano (Bettina), Matteo D'Apolito (Tobia) - Direttore: Massimo Spadano - Südwestdeutsches Kammerorchester Pforzheim. Camerata Bach Choir, Poznań - Enregistrament en viu fet a Bad Wildbad, Alemanya - Naxos 8.660331-32[5]